# Козил
Козил (греч. Κοζιλης) — средневековый город и епархия Охридской архиепископии с момента её создания.
Его точное местонахождение неизвестно, но, судя по географическому расположению из актов Василий II Болгаробойца, это, вероятно, современное село Амбелакиотиса (Нафпактия) в Краваре, которое до 1927 года носило название Козица (греч. Κοζίτσα).
Иоанн Апокавк был свергнут и, вероятно, погиб в Козыле.